# Eden Dambrine
Eden Dambrine (26 gennaio 2007) è un attore e modello belga.

## Biografia
A quindici anni Eden Dambrine è stato scelto per interpretare il protagonista Léo nel film Close, diretto da Lukas Dhont, che lo aveva notato in treno e lo aveva invitato a fare un provino per la parte. Close è stato candidato all'Oscar al miglior film in lingua straniera.

## Filmografia

### Cinema
- Close, regia di Lukas Dhont (2022)

## Riconoscimenti
- European Film Awards
  - 2022 - Candidatura per il miglior attore per Close
- Premio Magritte
  - 2023 - Migliore promessa maschile per Close

## Doppiatori italiani
- Diego Lorenzo Croce in Close